# Titularbistum Mentesa
Mentesa ist ein Titularbistum der römisch-katholischen Kirche.
Es geht zurück auf einen untergegangenen Bischofssitz in der Stadt Mentesa Bastia (heute La Guardia de Jaén in Andalusien), die in der römischen Provinz Tarraconensis bzw. in der Spätantike Carthaginiensis lag. Der Bischofssitz gehörte der Kirchenprovinz Toledo an.
| Titularbischöfe von Mentesa |                            |                                                                 |                   |                 |
| Nr.                         | Name                       | Amt                                                             | von               | bis             |
| 1                           | Hugo Eduardo Polanco Brito | Koadjutorerzbischof von Santo Domingo (Dominikanische Republik) | 20. Januar 1970   | 10. Mai 1975    |
| 2                           | Mario José Serra           | Weihbischof in Buenos Aires (Argentinien)                       | 28. Mai 1975      | 9. Juli 2005    |
| 3                           | Rafael Zornoza Boy         | Weihbischof in Getafe (Spanien)                                 | 13. Dezember 2005 | 30. August 2011 |
| 4                           | José Rico Pavés            | Weihbischof in Getafe (Spanien)                                 | 6. Juli 2012      | 9. Juni 2021    |
| 5                           | Teodoro León Muñoz         | Weihbischof in Sevilla (Spanien)                                | 1. April 2023     |                 |